# Jana Míčková
Jana Míčková (10. října 1940 Praha - 13. března 2020 Praha) byla česká akademická malířka, ilustrátorka, grafička, restaurátorka a sklářská výtvarnice.

## Životopis
Její otec byl Josef Krahulík, voják z povolání, hrdina pražských barikád 1945 a amatérský malíř. Její matkou byla Marie rozená Svobodová. Po většinu života žila v malé vile na vrchu Bohdalci v pražských Vršovicích.
Po základním vzdělání na francouzském lyceu absolvovala v letech 1955–1959 střední výtvarnou školu v Praze. V letech 1959–1965 studovala na Akademii výtvarných umění figurální a monumentální malbu pod vedením Vojtěcha Tittelbacha a následně pod vedením Vladimíra Sychry, jehož ateliér později převzal Arnošt Paderlík. Studium završila na Academia des Beaux Art v Paříži 1970.
Účastnila se mnoha výstav tuzemských skupinových i individuálních. V zahraničí měla výstavy v Paříži, Ciudad de México, Káhiře (1966–1970). Po roce 1970 se nenechala upoutat do stálého zaměstnání, žila jako umělec na volné noze, dále vystavovala a účastnila se soutěží a výběrových řízení. Poslední její výstava proběhla v Bechyni v roce 2017.

## Dílo
Její dílo má široký záběr, od kresby a ilustrací, přes malbu pastelem i olejem po design skla. Zpočátku se věnovala olejomalbě. Velký vliv na ní měl tchán Miroslav Míčko, známý teoretik výtvarného umění. Jejím manželem byl Vladimír Gabriel Míčko, též akademický malíř, se kterým nacházeli inspiraci převážně v přírodě jižních Čech. Později šla vlastní cestou a věnovala se více abstrakci, převažovala tvorba suchým pastelem, ale i kresba, koláže a další techniky. Z konce 60. a 70 let pocházejí její vrcholná díla, například série obrazů Motýli, oceněnou na výstavě v Paříži. Také ilustrovala několik knih, například básně Vladimíra Holana, nebo knihy pro děti.
Malba se prolínala s návrhy vitráží, svítidel a dalších skleněných artefaktů, např. vitráže v Revmatologickém ústavu v Praze Na Slupi nebo pro Kongresový palác v Praze. Spolupracovala zejména se sklárnou v Novém Boru. Celý život se věnovala i restaurátorské činnosti, hlavně restaurování nástěnných maleb a skla, například restaurované okno v katedrále svatého Víta, Václava a Vojtěcha navržené Alfonsem Muchou.